# Hemixesma
Hemixesma is een geslacht van vlinders van de familie spanners (Geometridae), uit de onderfamilie Ennominae.

## Soorten
- H. anthocrenias Prout, 1922
- H. illepidata Walker, 1862